# Щекинське
Ще́кинське —  село в Україні, у Бочечківській сільській громаді Конотопського району Сумської області. Населення становить 8 осіб. Колишній орган місцевого самоврядування — Козацька сільська рада.

## Населення

### Мова
Розподіл населення за рідною мовою за даними :
| Мова       | Кількість | Відсоток |
| ---------- | --------- | -------- |
| українська | 8         | 100%     |

## Географія
Село Щекинське знаходиться між селами Бочечки та Козацьке (0,5 км). До села примикає великий лісовий масив урочище Мутинський Бір. Поруч проходить автомобільна дорога Т 1907.